# Krzyż Sił Powietrznych
Krzyż Sił Powietrznych (ang. Air Force Cross) – odznaczenie wojskowe USA, ustanowione 6 lipca 1960 roku, nadawane żołnierzom Sił Powietrznych Stanów Zjednoczonych, bez względu na stopień, za nadzwyczajne czyny heroizmu i odwagi na polu walki, ale niewystarczające do odznaczenia Medalem Honoru. Drugie w kolejności, amerykańskie odznaczenie wojskowe, Stanowi odpowiednik Krzyża za Wybitną Służbę w Wojskach Lądowych oraz Krzyża Marynarki Wojennej w Marynarce Wojennej, Piechocie Morskiej i Straży Wybrzeża USA. Pierwsze nadanie miało miejsce 8 stycznia 1964 roku.
Odznaczenie może zostać nadane również żołnierzom innych rodzajów Sił Zbrojnych USA, a także żołnierzom sił sojuszniczych. Można je otrzymać wielokrotnie, a także pośmiertnie. Kolejne nadania są oznaczane poprzez nałożenie na wstążkę (oraz baretkę) brązowej odznaki w formie pęku liści dębowych (oak leaf cluster). Pięć odznak brązowych jest zastępowanych odznaką srebrną.